# Płaskoszowce
Płaskoszowce (Exobasidiales Henn.) – rząd grzybów z klasy płaskoszy (Exobasidiomycetes).

## Charakterystyka
Pasożyty roślin jednoliściennych i dwuliściennych, zwłaszcza należących do rodzin wrzosowatych Ericaceae i kameliowatych Cameliaceae. Powodują u nich różnego rodzaju zniekształcenia. Strzępki ich grzybni rozwijają się zarówno pomiędzy komórkami porażonych roślin, jak i wewnątrz komórek, czasami tworząc ssawki. W strzępkach występują poprzeczne przegrody z prostymi otworami. W trakcie rozwoju wytwarzają jednokomórkową podstawkę, nie tworzą natomiast ustilospor.
W Polsce najczęściej występuje płaskosz borówki (Exobasidium vaccinii).

## Systematyka i nazewnictwo
Pozycja w klasyfikacji według Index Fungorum:
Exobasidiomycetidae, Exobasidiomycetes, Ustilaginomycotina, Basidiomycota, Fungi
Według aktualizowanej klasyfikacji Index Fungorum bazującej na Dictionary of the Fungi do rodziny tej należą>:
- rodzina: Brachybasidiaceae Gäum. 1926
- rodzina: Cryptobasidiaceae Malençon ex Donk 1956
- rodzina: Exobasidiaceae J. Schröt. 1888 – płaskoszowate
- rodzina: Graphiolaceae Clem. & Shear 1931
- rodzina Laurobasidiaceae Pinruan, Sommai, Suetrong, Somrith. & E.B.G. Jones 2018
- rodzaje incertae sedis:
  - Cladosterigma Pat. 1892
  - Guomyces Q.M. Wang, E. Tanaka, M. Groenew. & Begerow 2022
  - Yunzhangomyces Q.M. Wang, E. Tanaka, M. Groenew. & Begerow 2022[3].

Nazwy naukowe na podstawie Index Fungorum. Nazwy polskie według Komisji do spraw polskiego nazewnictwa grzybów.